# Julia Höller

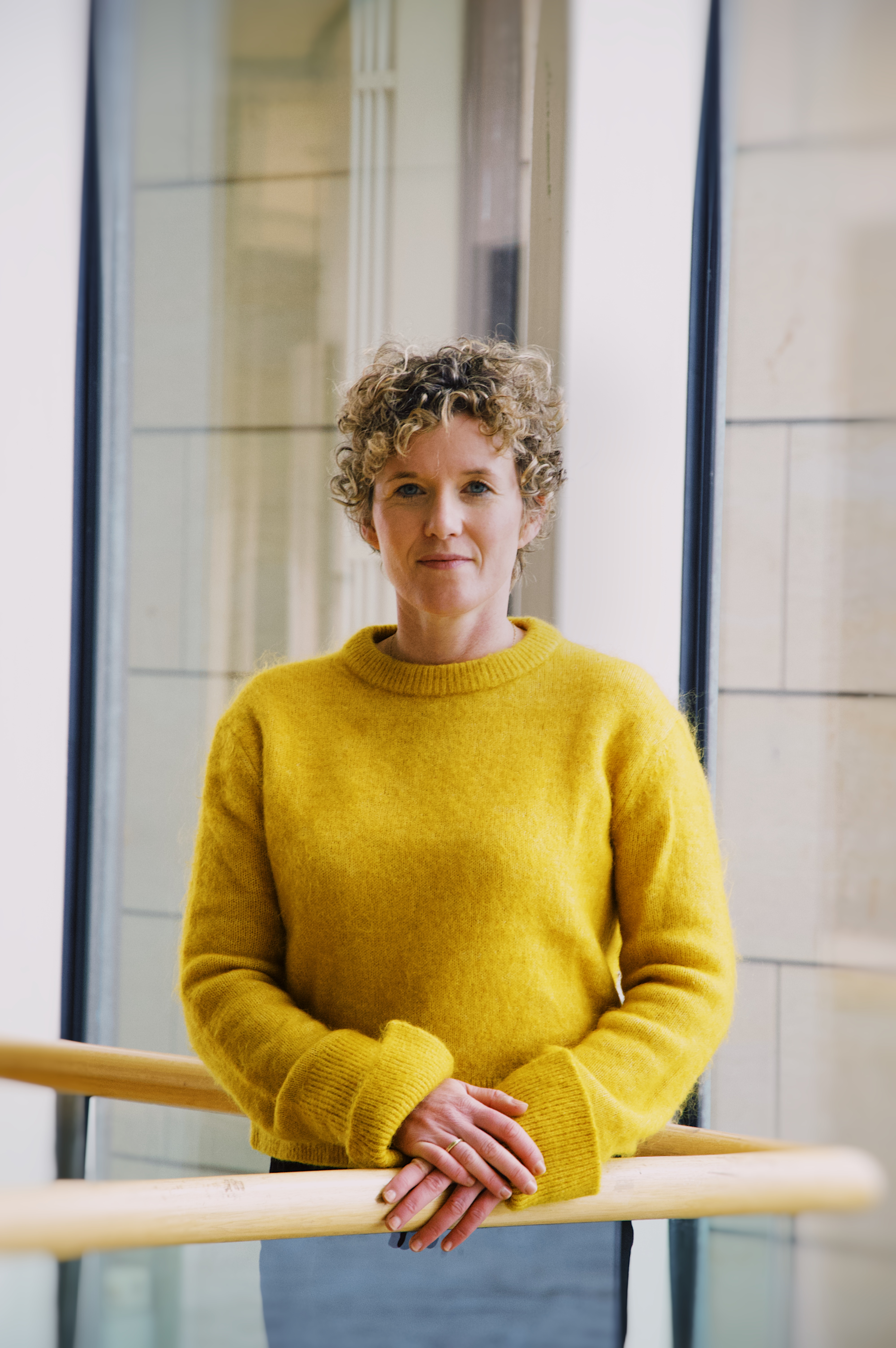
Julia Höller (2023)

Julia Höller (* 19. Oktober 1982 in Hamm als Julia Mayer) ist eine deutsche Politikerin (Bündnis 90/Die Grünen) und seit dem 1. Juni 2022 Mitglied des Landtages von Nordrhein-Westfalen.

## Leben
Höller wuchs in Aachen auf und kam 2002 zum Studium der Geographie an der Rheinischen Friedrich-Wilhelms-Universität nach Bonn. Sie schloss das Studium 2013 mit einer Promotion im Bereich Katastrophenvorsorge ab und arbeitete seitdem als Referentin im Bereich Kritische Infrastrukturen beim Bundesamt für Bevölkerungsschutz und Katastrophenhilfe in Bonn. Sie ist Mitglied des Deutschen Komitees Katastrophenvorsorge (DKKV).
Höller ist mit dem Staatssekretär Paul Höller verheiratet, hat zwei Söhne und lebt in Bonn.

## Politik

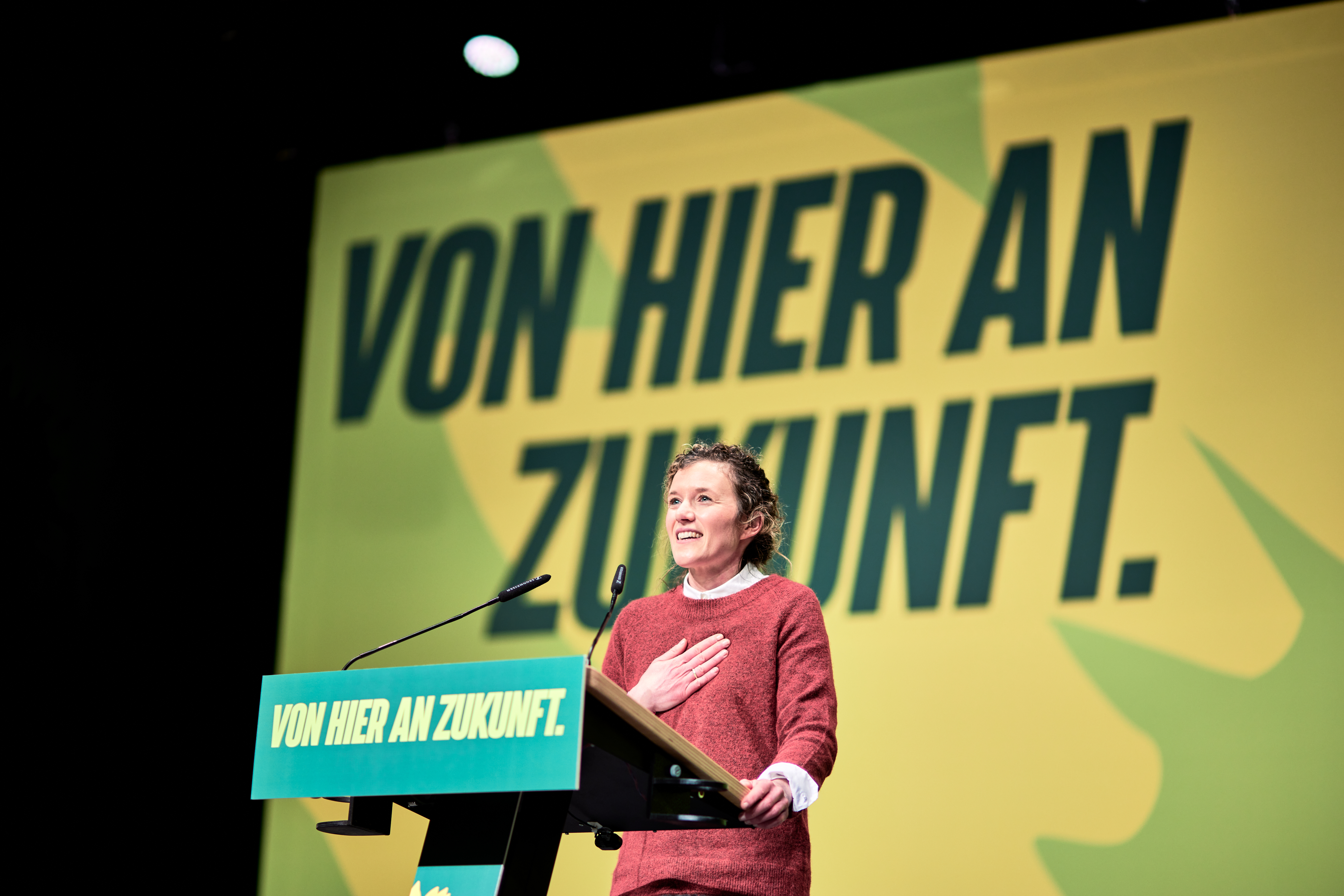
Julia Höller bei der Landesdelegiertenkonferenz der Grünen NRW in Siegen (2021)

Julia Höller trat 2008 Bündnis 90/Die Grünen bei. Von 2018 bis 2022 war sie Mitglied des Landesvorstands der Grünen Nordrhein-Westfalen. Sie ist Sachkundige Bürgerin der Grünen-Ratsfraktion in Bonn.
Im Juni 2021 wurde sie als Spitzenkandidatin der Bonner Grünen für die Landtagswahl in Nordrhein-Westfalen 2022 nominiert und im November 2021 auch als Direktkandidatin im Wahlkreis Bonn II aufgestellt. Bei der Wahl am 15. Mai 2022 verpasste sie mit 28,7 % der Stimmen das Direktmandat, konnte jedoch über Platz 11 der Grünen-Reserveliste in den Landtag einziehen. Im August 2022 wurde sie zu einer der stellvertretenden Vorsitzenden der Grünen-Landtagsfraktion gewählt. Zudem ist Höller Sprecherin ihrer Fraktion im Innenausschuss sowie ordentliches Mitglied des Rechtsausschusses.